# Madha
Madha (arabsko مدحاء ) je omanska eksklava, ki jo obkrožajo Združeni arabski emirati. Leži med polotokom Musandam in Omanom ter je del pokrajine Musandam. Meri 75 kvadratnih kilometrov in ima okrog 2000 prebivalcev. Meja je bila določena leta 1969. 
Madha je v glavnem nenaseljena. Glavno mesto Nova Madha leži v vadiju, na edinem rodovitnem predelu. V Madhi pa je še enklava Združenih arabskih emiratov Nahva.